# 모비폰
모비폰(MobiFone, 베트남어: Tổng công ty Viễn Thông MobiFone)은 베트남 하노이 쭝호아년찐에 본사를 둔 베트남의 주요 이동통신사다. 1993년 4월 16일 GSM 900/1800 모바일 통신의 출범으로 설립된 모비폰은 베트남 최초의 그리고 현재는 3번째로 큰 규모의 통신사다.

## 역사
1993년 Vietnam Mobile Telecom Services가 설립되었고, 이때의 대표이사는 딘반프억이었다. 1994년 I & II 센터가 개장했다. 1995년 스웨덴 Kinnevik/Comvik과 전략적 협력을 단행했다. 제3센터를 개장했다.
2005년 스웨덴 Kinnevik/Comvik과의 관계를 청산하고, 현재의 정보통신부가 모든 지분을 매각하기로 결정했다. 딘반프억의 은퇴로 레응옥민이 대표 이사에 취임했다.
2006년 제4센터를 개관했다.
2008년 제5센터를 개관했다. 모비폰은 베트남 휴대전화 가입시장 점유율 1위에 올랐다.
2011년 제6관을 개관했다.
2015년, 정보통신부 산하의 기관이 되면서 모비폰 통신사(MobiFone Telecommunications Corporation)로 불렸다.

## TV 방송국
2016년 1월 MobiFone은 AVG의 주식 매입을 발표했다. AVG TV 브랜드 AVG는 그 이름을 MobiTV로 변경했다. MobiFone은 AVG를 "고객에게 제공하는 서비스를 다양화하고 유료 TV 세그먼트에 진입하기 위해" 매입했다고 밝혔다. 또한 설비를 투자하여 브랜드 가치를 향상시킬 것이라고 설명했다. AVG의 매입은 응우옌 떤중 전 총리가 Mobifone이 텔레비전 서비스 제공에 투자할 수 있도록 하는 정책을 승인한 후에 성립되었다. MobiFone은 AVG 지분의 95%를 VND 8,900 십억 동으로 인수했다. 일부 전문가들은 MobiFone이 AVG의 실제 가치의 거의 9배에 구매했다고 간주하고 있다.
2019년 12월 말, 법원은 1심 재판에서 응우옌 박선 전 장관에 대한 종신형을 선고했으며, 정부 관계자와 팜녓부 AVG 사장에게 징역형을 선고했다.

## 점유율
모비폰(MobiFone)은 2012년 17.9%의 시장점유율(수익 기준 추정)을 기록했다. 주요 경쟁사는 VNPT가 소유하고 있는 비엣텔(Viettel)과 비나폰(Vinaphone)이 각각 40.67%와 30%를 점유하고 있으며, 나머지 3대 경쟁사는 비엣나모바일(Vietnamobile)이 8%와 지모바일(Gmobile, 구 Beeline) 3.2%, S-Fone이 0.1%를 점유하고 있다.